# Hyalocamposporium marylandicum
Hyalocamposporium marylandicum är en svampart som först beskrevs av Shearer, och fick sitt nu gällande namn av Révay & J. Gönczöl 2007. Hyalocamposporium marylandicum ingår i släktet Hyalocamposporium, divisionen sporsäcksvampar och riket svampar.   Inga underarter finns listade i Catalogue of Life.